# Irix
IRIX är Silicon Graphics (SGI) numera avsomnade Unix-system. Det bygger både på System V och BSD och fungerar på SGI:s 32- och 64-bitars arbetsstationer och servrar, baserade på MIPS-arkitekturen.
Det började utvecklas på Motorola 68000-processorer baserat på UniSoft Uniplus System V Unix men mot mitten av 80-talet tog man steget till MIPS-processorer och namnet IRIX. Namnbytet var, precis som i industrin i övrigt, betingat av att AT&T copyrightskyddade namnet UNIX 1986.
Eftersom IRIX är Unixbaserat är det stabilt, och även filsystemet XFS som är ett journalförande filsystem är stabilt.
IRIX har särskilt starkt stöd för 3D-grafik, video och dataöverföring och användes ofta inom datoranimation och för vetenskaplig visualisering tack vare sin grafikprestanda. IRIX använder IRIS Interactive Desktop med fönsterhanteraren 4dwm och grafiksystemet Motif.
Den sista huvudversionen av IRIX var 6.5 och nya underversioner släpptes varje kvartal. Till och med version 6.5.22 fanns det två varianter av varje version, en "maintenance"-version med bara buggfixar mot den ursprungliga version 6.5, och en "feature"-version med nya funktioner och förbättringar. 
Den sista versionen av IRIX var 6.5.30 från den 16 augusti 2006.
SGI har slutat utveckla IRIX sedan den 29 december 2006 till förmån för GNU/Linux men fortsatte att ge support på operativsystemet fram till år 2013.